# Polyrhachis hector
Polyrhachis hector é uma espécie de formiga do gênero Polyrhachis, pertencente à subfamília Formicinae.